# Vošteni
Vošteni is een plaats in de gemeente Sveti Lovreč in de Kroatische provincie Istrië. De plaats telt 58 inwoners (2001).